# Trèves (Ródano)
Trèves é uma comuna francesa na região administrativa de Auvérnia-Ródano-Alpes, no departamento de Ródano. Estende-se por uma área de 7,56 km². Em 2010 a comuna tinha 749 habitantes (densidade: 99,1 hab./km²).